# David Carnegie, 11.º Conde de Northesk

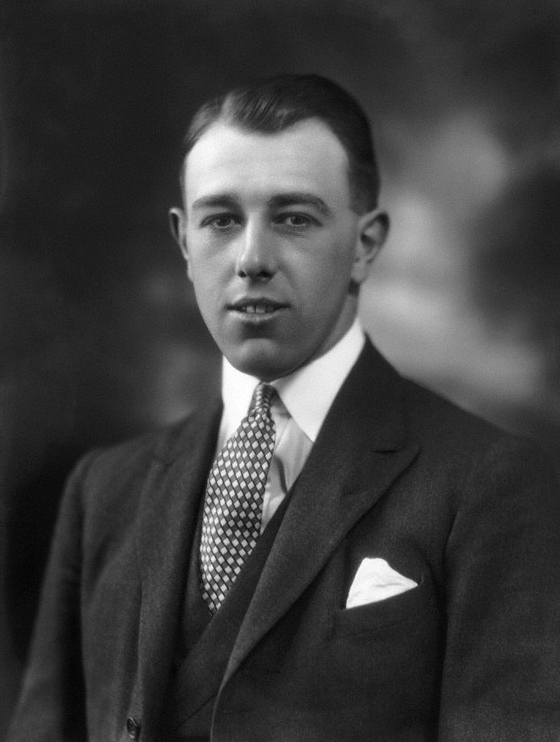

David Ludovic George Hopetoun Carnegie, 11º Conde de Northesk (Londres, Inglaterra, 24 de setembro de 1901 — Binfield, Inglaterra, 7 de novembro de 1963) foi um nobre escocês e piloto de skeleton britânico. Ele conquistou uma medalha de bronze olímpica em 1928.